# Pascale Trinquet
Pascale Trinquet-Hachin (* 11. August 1958) ist eine ehemalige französische Florett-Fechterin. Bei zwei Olympiateilnahmen konnte sie zwei Goldmedaillen und eine Bronzemedaille gewinnen.
Trinquet nahm an den Olympischen Sommerspielen 1980 in Moskau teil. Dort gewann sie die Goldmedaille im Florett-Einzel und mit der französischen Florett-Mannschaft. Vier Jahre später, bei den Olympischen Sommerspielen 1984 in Los Angeles, konnte sie nicht an ihre Erfolge anknüpfen, gewann jedoch Bronze mit der Florett-Mannschaft. Bei den Fechtweltmeisterschaften 1985 gewann sie dann im Einzel eine weitere Bronzemedaille. In Frankreich wurde sie zusammen mit ihrer Schwester, Véronique Trinquet, die ebenfalls Fechterin war, als die „Trinquet Schwestern“ bekannt.